# Les Guêpes mutantes
Série Maneater
La Menace des fourmis tueuses
(17 février 2008) L'Homme aux yeux de loup
(16 mars 2008)
Pour plus de détails, voir Fiche technique et Distribution.
Les Guêpes mutantes (Black Swarm) est un téléfilm canadien réalisé par David Winning, diffusé d'abord au Royaume-Uni le 7 décembre 2007, puis aux États-Unis le 13 mars 2008 sur Sci-Fi Channel. Il s'agit du neuvième film de la collection Maneater series.

## Synopsis
Jane Kozik, maman d'une jeune Kelsey, est le nouveau shérif de Black Stone, petite ville de l'état de New York. Après avoir déménagé de Manhattan à la suite de la mort de son mari, elle pense passer une vie plus calme dans la petite bourgade mais dès le lendemain, les morts s'accumulent. Apparemment les victimes auraient été piquées par des guêpes mutantes.
Elle ne pourra enrayer ce fléau qu'avec l'aide de son beau-frère Devin Hall et d'une entomologiste, Katherine Randell, dont les motivations ne sont pas claires.

## Fiche technique
- Titre : Les Guêpes mutantes
- Titre original : Black Swarm
- Réalisation : David Winning
- Scénario : Todd Samovitz et Ethlie Ann Vare (en), d'après une histoire de Todd Samovitz
- Production : Robert Halmi Jr., Robert Halmi Sr., Irene Litinsky, Ric Nish, Jesse Prupas et Michael Prupas
- Musique : Mario Sévigny
- Photographie : Daniel Vincelette
- Montage : Simon Webb
- Décors : Gaudeline Sauriol
- Costumes : Janet Campbell
- Effets spéciaux visuels : Jean-François Lafleur et Mario Rachiele
- Compagnies de production : Muse Entertainment Enterprises - RHI Entertainment
- Compagnie de distribution : Hallmark Entertainment
- Pays d'origine :  Canada
- Format : Couleurs - 2.35:1 - Dolby Digital - 35 mm
- Genre : Horreur
- Durée : 90 minutes
- Date de sortie : 13 mars 2008 (Sci Fi Channel)
- interdit aux moins de 12 ans

## Distribution
- Sebastien Roberts : Devin Hall / Dan Hall
- Sarah Allen (en) : Jane Kozik
- Jayne Heitmeyer : Katherine Randell
- Rebecca Windheim : Kelsey Kozik
- Robert Englund : Eli Giles
- Michel Perron : maire Blatz
- Sheena Larkin : Beverly Rowe
- Robert Higden : Père Francis
- Andrew Shaver : SDF
- Gordon Masten : docteur Fogg
- Mike Paterson : le vendeur de glaces

## DVD
En France, le film est sorti en DVD Keep Case le 17 février 2009 chez SND au format 1.77 4/3 non anamorphique en français 2.0 sans sous-titres et sans suppléments. (ASIN B001S9HR80)